# فويلتا الإكوادو 2022
فويلتا الإكوادو 2022 (بالإسبانية: Vuelta al Ecuador 2022) هو سباق دراجات هوائية، وهو الموسم التاسع والثلاثين من فويلتا الإكوادور، وأقيم خلال الفترة من 12 نوفمبر 2022، وحتى 19 نوفمبر 2022.
فاز بالمركز الأول Robinson Chalapud ‏، وفاز بالمركز الثاني Cristhian Montoya ‏، وفاز بالمركز الثالث وفي تصنيف الجبال Santiago Montenegro ‏، وفاز في ترتيب النقاط للشباب Marlon Castro Ortega ‏، وفاز في ترتيب الفرق ميديلين ‏، وفاز في تصنيف السرعة بابلو كايسيدو.

## الفرق
| فرق قارية (3)- Movistar–Best PC ‏ - Team Banco Guayaquil–Bianchi ‏ - ميديلين ‏ فريق دراجات هواة- زيرو أونو كانيل 2022 ‏ فرق أندية الدراجات (15)- Rio Grande Elite Cycling‏ - Team C&S Technology‏ - Team Corratec America‏ - Club AVV Perú‏ - Team Pichincha‏ - Nariño Tierra de Ciclistas‏ - Team Jonathan Narváez S-F‏ - Team Saitel‏ - Club Richard Carapaz‏ - Team CineCable Internet Twitter‏ - Club D.E.F. Halcones Unidos‏ - Team Orgullo Azuayo‏ - Toscana Cayambe‏ - Team Andalucia LDU‏ - Team Bicicoca‏ |  |
| |  |

## المراحل
| قائمة المراحل | قائمة المراحل | قائمة المراحل                                 | قائمة المراحل      | قائمة المراحل | قائمة المراحل         | قائمة المراحل      |
| المرحلة       | التاريخ       | الدورة                                        |                    | المسافة (كم)  | الفائز بالمرحلة       | القائد العام       |
| ------------- | ------------- | --------------------------------------------- | ------------------ | ------------- | --------------------- | ------------------ |
| المرحلة 1     | 12 نوفمبر     | ريوبامبا ‏ – Velasco Ibarra ‏                   | مرحلة مستوية       | 216٫46        | إغناثيو برادو         | إغناثيو برادو      |
| المرحلة 2     | 13 نوفمبر     | Velasco Ibarra ‏ – بويرتو كيتو ‏                | مرحلة جبلية        | 203٫6         | Juan Diego Hoyos ‏     | إغناثيو برادو      |
| المرحلة 3     | 14 نوفمبر     | بويرتو كيتو ‏ – Calacalí ‏                      | مرحلة جبلية متوسطة | 121٫9         | Robinson Chalapud ‏    | Robinson Chalapud ‏ |
| المرحلة 4     | 15 نوفمبر     | اوتابالو – سان جبريل ‏                         | مرحلة جبلية        | 153٫4         | Santiago Montenegro ‏  | Robinson Chalapud ‏ |
| المرحلة 5     | 16 نوفمبر     | Tufiño ‏ – تولكان                              | مرحلة جبلية        | 117٫4         | Elvis Cotacachi ‏      | Robinson Chalapud ‏ |
| المرحلة 6     | 17 نوفمبر     | سان جبريل ‏ – كايامب، الاكوادور                | مرحلة جبلية متوسطة | 179           | Santiago Montenegro ‏  | Robinson Chalapud ‏ |
| المرحلة 7     | 18 نوفمبر     | كايامب، الاكوادور – سيوداد ميتاد دل موندو     | مرحلة جبلية متوسطة | 128٫7         | Jaime Chacon Carreno ‏ | Robinson Chalapud ‏ |
| المرحلة 8     | 19 نوفمبر     | سيوداد ميتاد دل موندو – سيوداد ميتاد دل موندو | مرحلة جبلية        | 159٫9         | Santiago Montenegro ‏  | Robinson Chalapud ‏ |

## النتيجة
| المرحلة   |              | الفائز _             | التصنيف العام _    |
| --------- | ------------ | -------------------- | ------------------ |
| المرحلة 1 | مرحلة مستوية | إغناثيو برادو        | إغناثيو برادو      |
| المرحلة 2 | مرحلة التلال | Juan Diego Hoyos ‏    | إغناثيو برادو      |
| المرحلة 3 | مرحلة متوسطة | Robinson Chalapud ‏   | Robinson Chalapud ‏ |
| المرحلة 4 | مرحلة جبلية  | Santiago Montenegro ‏ | Robinson Chalapud ‏ |
| المرحلة 5 | مرحلة جبلية  | Elvis Cotacachi‏      | Robinson Chalapud ‏ |
| المرحلة 6 | مرحلة متوسطة | Santiago Montenegro ‏ | Robinson Chalapud ‏ |
| المرحلة 7 | مرحلة متوسطة | Jaime Chacon Carreno‏ | Robinson Chalapud ‏ |
| المرحلة 8 | مرحلة التلال | Santiago Montenegro ‏ | Robinson Chalapud ‏ |
| النهائي   | النهائي      |                      | Robinson Chalapud ‏ |

## التصنيف العام النهائي
| التصنيف العام | التصنيف العام             | التصنيف العام                    | التصنيف العام  | التصنيف العام |
| العداء        | العداء                    | الفريق                           | الوقت          |               |
| ------------- | ------------------------- | -------------------------------- | -------------- | ------------- |
| 1             | Robinson Chalapud ‏        | Team Banco Guayaquil–Bianchi ‏    | 32 س 10 د 10 ث |               |
| 2             | Cristhian Montoya ‏        | ميديلين ‏                         | + 1 د 01 ث     |               |
| 3             | Santiago Montenegro ‏      | Movistar–Best PC ‏                | + 4 د 50 ث     |               |
| 4             | Javier Jamaica ‏           | ميديلين ‏                         | + 7 د 50 ث     |               |
| 5             | Wilson Haro ‏              | Team Banco Guayaquil–Bianchi ‏    | + 8 د 32 ث     |               |
| 6             | Marlon Castro Ortega ‏     | Nariño Tierra de Ciclistas ‏      | + 9 د 35 ث     |               |
| 7             | الإكوادور                 | Team CineCable Internet Twitter ‏ | + 10 د 12 ث    |               |
| 8             | الإكوادور                 | Team C&S Technology ‏             | + 13 د 45 ث    |               |
| 9             | Carlos Alberto Gutiérrez ‏ | Team Banco Guayaquil–Bianchi ‏    | + 15 د 11 ث    |               |
| 10            | Yeison Reyes ‏             | ميديلين ‏                         | + 15 د 18 ث    |               |
|               |                           |                                  |                |               |
|               |                           |                                  |                |               |

### تصنيف الجبال
| تصنيف الجبال | تصنيف الجبال          | تصنيف الجبال                     | تصنيف الجبال | تصنيف الجبال |
| العداء       | العداء                | الفريق                           | النقاط       |              |
| ------------ | --------------------- | -------------------------------- | ------------ | ------------ |
| 1            | Santiago Montenegro ‏  | Movistar–Best PC ‏                | 33 نقطة      |              |
| 2            | Bryan Rosero ‏         | Team CineCable Internet Twitter ‏ | 29 نقطة      |              |
| 3            | Cristhian Montoya ‏    | ميديلين ‏                         | 22 نقطة      |              |
| 4            | Jaime Chacon Carreno ‏ | ميديلين ‏                         | 22 نقطة      |              |
| 5            | الإكوادور             | Team C&S Technology ‏             | 16 نقطة      |              |
| 6            | بابلو كايسيدو         | Movistar–Best PC ‏                | 11 نقطة      |              |
| 7            | بايرون غواما          | Movistar–Best PC ‏                | 11 نقطة      |              |
| 8            | Elvis Cotacachi ‏      | Team Jonathan Narváez S-F ‏       | 11 نقطة      |              |
| 9            | الإكوادور             | Team CineCable Internet Twitter ‏ | 10 نقطة      |              |
| 10           | Robinson Chalapud ‏    | Team Banco Guayaquil–Bianchi ‏    | 9 نقطة       |              |
|              |                       |                                  |              |              |
|              |                       |                                  |              |              |

## تصنيف الفرق

### الفرق حسب الوقت
| تصنيف الفرق حسب الوقت | تصنيف الفرق حسب الوقت            | تصنيف الفرق حسب الوقت | تصنيف الفرق حسب الوقت |
| الفريق                | الفريق                           | الوقت                 |                       |
| --------------------- | -------------------------------- | --------------------- | --------------------- |
| 1                     | ميديلين ‏                         | 96 س 44 د 49 ث        |                       |
| 2                     | Team Banco Guayaquil–Bianchi ‏    | + 9 د 22 ث            |                       |
| 3                     | Movistar–Best PC ‏                | + 26 د 57 ث           |                       |
| 4                     | Team Jonathan Narváez S-F ‏       | + 2 س 18 د 50 ث       |                       |
| 5                     | زيرو أونو كانيل ‏                 | + 2 س 30 د 41 ث       |                       |
| 6                     | Team C&S Technology ‏             | + 2 س 42 د 13 ث       |                       |
| 7                     | Team CineCable Internet Twitter ‏ | + 2 س 51 د 55 ث       |                       |
| 8                     | Nariño Tierra de Ciclistas ‏      | + 3 س 05 د 30 ث       |                       |
| 9                     | Club AVV Perú ‏                   | + 3 س 24 د 36 ث       |                       |
| 10                    | Saitel Team ‏                     | + 3 س 58 د 46 ث       |                       |
|                       |                                  |                       |                       |
|                       |                                  |                       |                       |

## تصانيف فرعية

### تصنيف أفضل عداء
| تصنيف أفضل عداء | تصنيف أفضل عداء       | تصنيف أفضل عداء            | تصنيف أفضل عداء | تصنيف أفضل عداء |
| العداء          | العداء                | الفريق                     | النقاط          |                 |
| --------------- | --------------------- | -------------------------- | --------------- | --------------- |
| 1               | بابلو كايسيدو         | Movistar–Best PC ‏          | 41 نقطة         |                 |
| 2               | David Villarreal ‏     | Team C&S Technology ‏       | 31 نقطة         |                 |
| 3               | بيرو                  | Club AVV Perú ‏             | 28 نقطة         |                 |
| 4               | Efrén Santos ‏         | زيرو أونو كانيل ‏           | 14 نقطة         |                 |
| 5               | Elvis Cotacachi ‏      | Team Jonathan Narváez S-F ‏ | 9 نقطة          |                 |
| 6               | Alexis Narváez ‏       | Team Pichincha ‏            | 7 نقطة          |                 |
| 7               | Joel Burbano ‏         | Team Jonathan Narváez S-F ‏ | 5 نقطة          |                 |
| 8               | José Reyes ‏           | زيرو أونو كانيل ‏           | 5 نقطة          |                 |
| 9               | Carlos Guerra ‏        | Team C&S Technology ‏       | 5 نقطة          |                 |
| 10              | Jaime Chacon Carreno ‏ | ميديلين ‏                   | 5 نقطة          |                 |
|                 |                       |                            |                 |                 |
|                 |                       |                            |                 |                 |

### تصنيف أفضل شاب
| تصنيف أفضل شاب | تصنيف أفضل شاب        | تصنيف أفضل شاب                   | تصنيف أفضل شاب | تصنيف أفضل شاب |
| العداء         | العداء                | الفريق                           | الوقت          |                |
| -------------- | --------------------- | -------------------------------- | -------------- | -------------- |
| 1              | Marlon Castro Ortega ‏ | Nariño Tierra de Ciclistas ‏      | 32 س 19 د 45 ث |                |
| 2              | الإكوادور             | Team CineCable Internet Twitter ‏ | + 37 ث         |                |
| 3              | الإكوادور             | Team C&S Technology ‏             | + 4 د 10 ث     |                |
|                |                       |                                  |                |                |
|                |                       |                                  |                |                |